# Laajakoskenjärvi
Laajakoskenjärvi este o arie protejată (arie de protecție specială avifaunistică — SPA) din Finlanda întinsă pe o suprafață de 72 ha, integral pe uscat.

## Localizare
Centrul sitului Laajakoskenjärvi este situat la coordonatele 60°33′12″N 26°51′22″E / 60.5533°N 26.8561°E.

## Înființare
Situl Laajakoskenjärvi a fost declarat arie de protecție specială avifaunistică în august 1998 pentru a proteja 14 specii de animale.

## Biodiversitate
Situată în ecoregiunea boreală, aria protejată nu include niciun habitat protejat.
La baza desemnării sitului se află mai multe specii protejate de  păsări (14): lăcar mare (Acrocephalus arundinaceus), stârc cenușiu (Ardea cinerea), rață-cu-cap-castaniu (Aythya ferina), rața moțată (Aythya fuligula), buhai de baltă (Botaurus stellaris), erete de stuf (Circus aeruginosus), cristeiul de câmp (Crex crex), lebădă de iarnă (Cygnus cygnus), găinușă de baltă (Gallinula chloropus), cocor (Grus grus), sfrâncioc roșiatic (Lanius collurio), becațină mică (Lymnocryptes minimus), Mergellus albellus, cresteț pestriț (Porzana porzana).
Pe lângă speciile protejate, pe teritoriul sitului au mai fost identificate 2 specii de păsări, 1 specie de amfibieni, 2 specii de nevertebrate.